# باد بيتس
باد بيتس (بالإنجليزية: Bud Bates)‏ هو لاعب كرة قاعدة أمريكي، ولد في 16 مارس 1912 في لوس أنجلوس في الولايات المتحدة، وتوفي في 29 أبريل 1987 في لونغ بيتش في الولايات المتحدة.

## وصلات خارجية
- باد بيتس على موقعبيزبول رفرنس.كوم (الدوري الرئيسي) (الإنجليزية)
- باد بيتس على موقعبيزبول رفرنس.كوم (الدوري الثانوي) (الإنجليزية)